# Vissoie
Vissoie (toponimo francese; in tedesco Esso, desueto) è una frazione di 479 abitanti del comune svizzero di Anniviers, nel Canton Vallese (distretto di Sierre).

## Geografia fisica
Vissoie si trova nella Val d'Anniviers ed è bagnato dal fiume Navizence.

## Storia

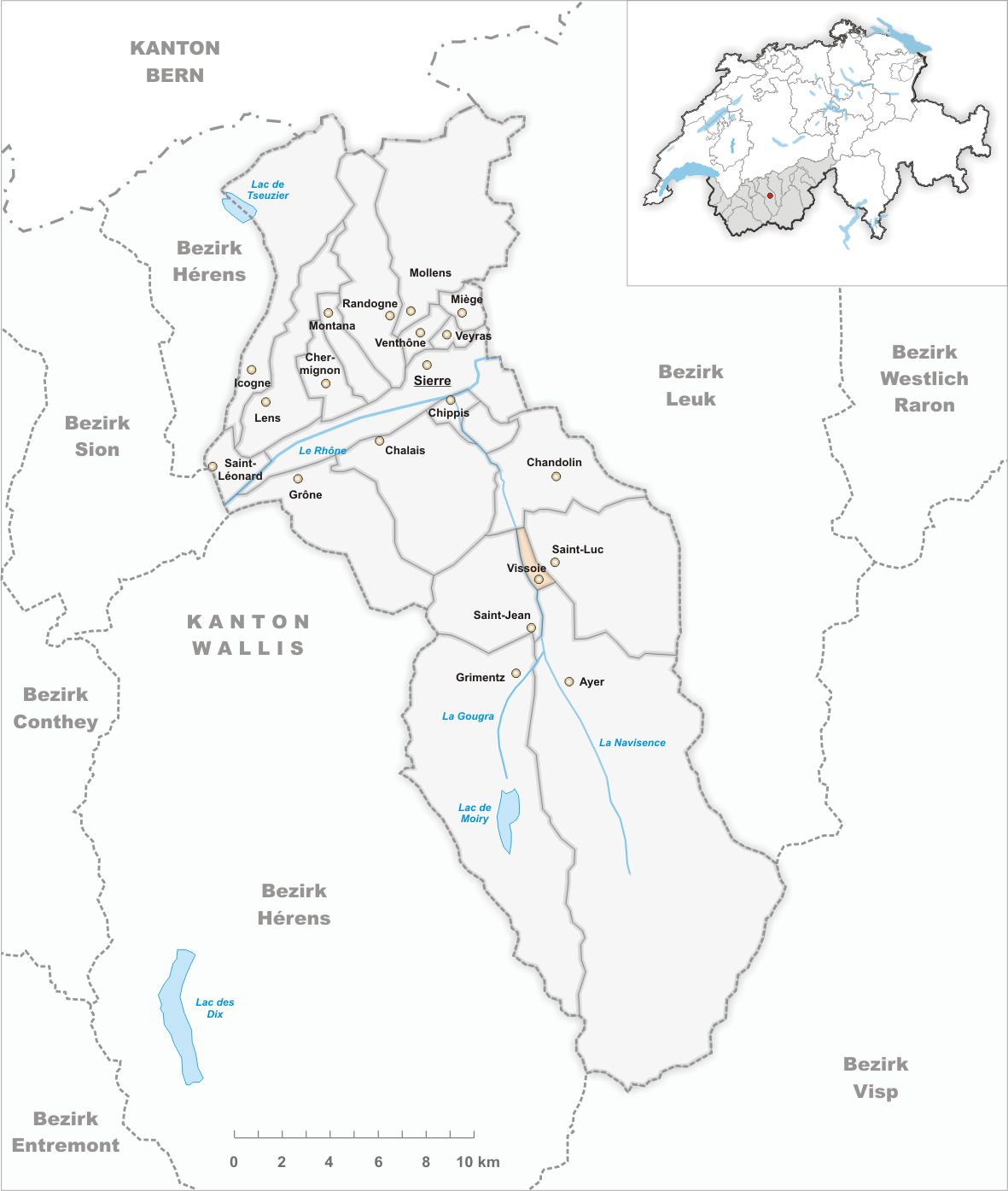
Il territorio del comune di Vissoie prima degli accorpamenti comunali del 2009

Già comune autonomo istituito nel 1820 per scorporo da quello di Grimentz, nel 1824 fu soppresso e ripartito tra i comuni di Ayer e Grimentz; fu ricostiuito nel 1904, si estendeva per 1,5 km² e comprendeva anche la frazione di Les Morands (dal 1820 al 1824 comprese anche la frazione di La Comba, altrimenti frazione di Ayer). Nel 2009 è stato accorpato agli altri comuni soppressi di Ayer, Chandolin, Grimentz, Saint-Jean e Saint-Luc per formare il nuovo comune di Anniviers, del quale Vissoie è il capoluogo.

## Monumenti e luoghi d'interesse

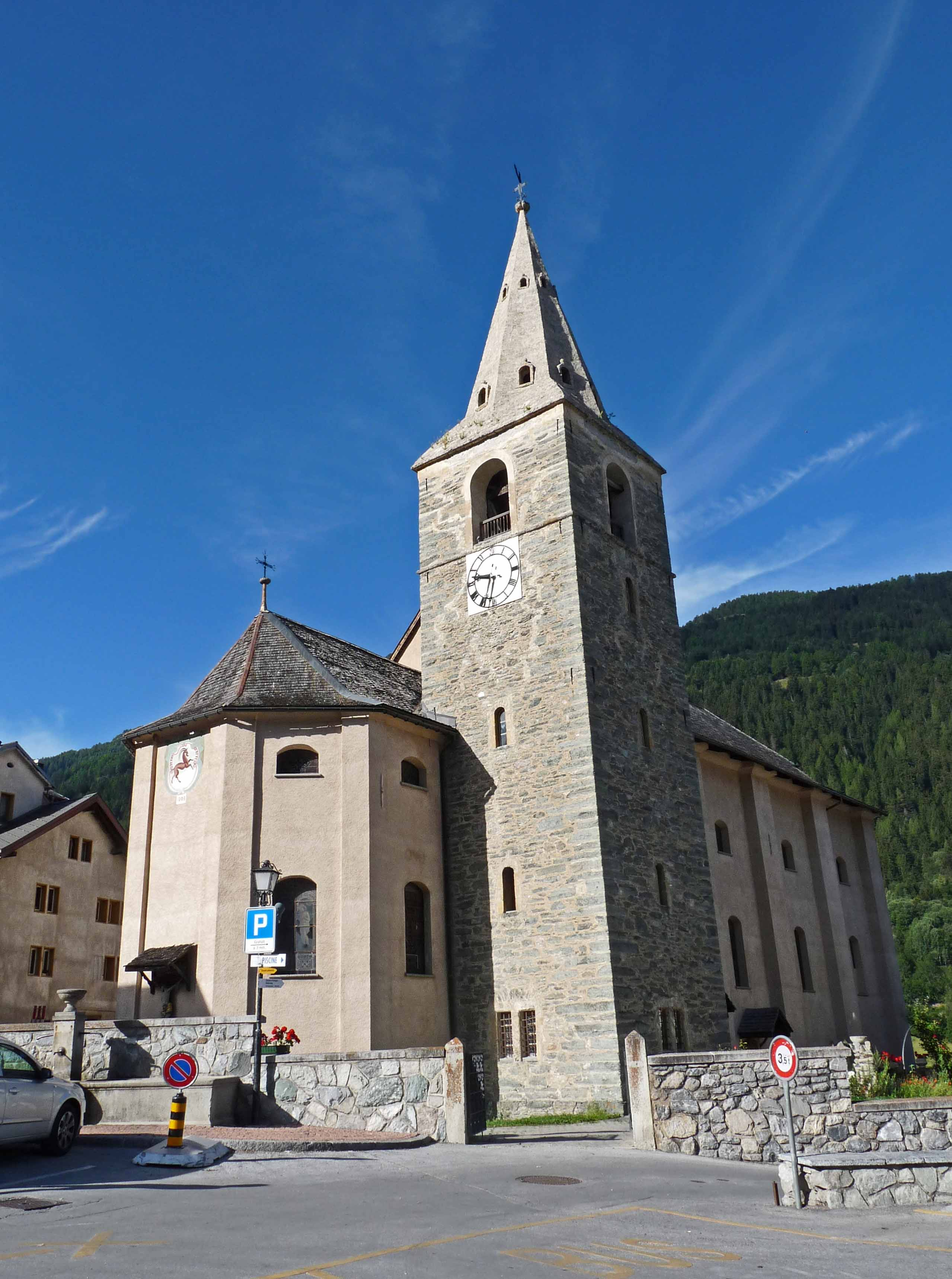
La chiesa di Sant'Eufemia

- Chiesa parrocchiale cattolica di Sant'Eufemia, attestata dal 1231 e ricostruita nel 1808-1809[1].

## Società

### Evoluzione demografica
L'evoluzione demografica è riportata nella seguente tabella:
Abitanti censiti

## Cultura

### Istruzione
Vi si trova la scuola della valle, dalla scuola elementare fino alla fine della scuola media.

## Amministrazione
Ogni famiglia originaria del luogo fa parte del cosiddetto comune patriziale e ha la responsabilità della manutenzione di ogni bene ricadente all'interno dei confini della frazione.

## Sport
La piscina comunale, l'unica nella valle, è aperta in estate, mentre d'inverno il comune offre una pista di pattinaggio pubblica.